# Casa della Giovane Italiana
La Casa della Giovane Italiana è un palazzo storico dell'Aquila.

## Storia
La costruzione del palazzo risale agli anni Trenta del XX secolo nell'ambito di un progetto di espansione intra moenia della città e di un rafforzamento dell'asse cardo-decumanico, con le sue testate a nord e — come in questo caso — a sud. Ad una lottizzazione privata, di tipo borghese, si accompagnò la realizzazione di grandi palazzi pubblici come il Palazzo INCIS e il Palazzo della GIL entrambi iniziati nel 1929.
Pochi anni più tardi venne decisa, sempre da parte del regime fascista, la realizzazione della Casa della Giovane Italiana sul lato opposto rispetto al Palazzo della GIL e adiacente alla nuova chiesa di Cristo Re di Alberto Riccoboni (1933-1935). Per la sua realizzazione, venne chiamato 
l'ingegnere romano Achille Pintonello, tra gli artefici, nella capitale, della progettazione del Foro italico; negli stessi anni il Pintonello fu attivo all'Aquila anche nella realizzazione della Casa del Combattente, sul lato opposto di corso Vittorio Emanuele.
L'inizio dei lavori avvenne il 28 maggio 1934; gli stessi terminarono il 7 aprile 1936 dopo alcune sospensioni. L'edificio era concepito come una sorta di convitto diurno dedicato alle giovani donne e dopo la fine della seconda guerra mondiale rimase inutilizzato.
A partire dal 1968 divenne sede dell'Istituto superiore di educazione fisica; successivamente ospitò gli uffici regionale del Genio Civile quindi la facoltà di Scienze Motorie dell'Università degli Studi dell'Aquila. Nel 2009 l'edificio rimase danneggiato dal terremoto dell'Aquila del 2009 con crolli delle tamponature e gravi lesioni sulle strutture. Il palazzo, sottoposto a vincolo architettonico, è stato oggetto di parziali demolizioni e di una celere ricostruzione che lo ha reso di nuovo agibile già nel 2011.
Dopo avere ospitato per un breve periodo gli uffici per la ricostruzione, nel 2012 il palazzo è divenuto sede del Gran Sasso Science Institute.

## Descrizione

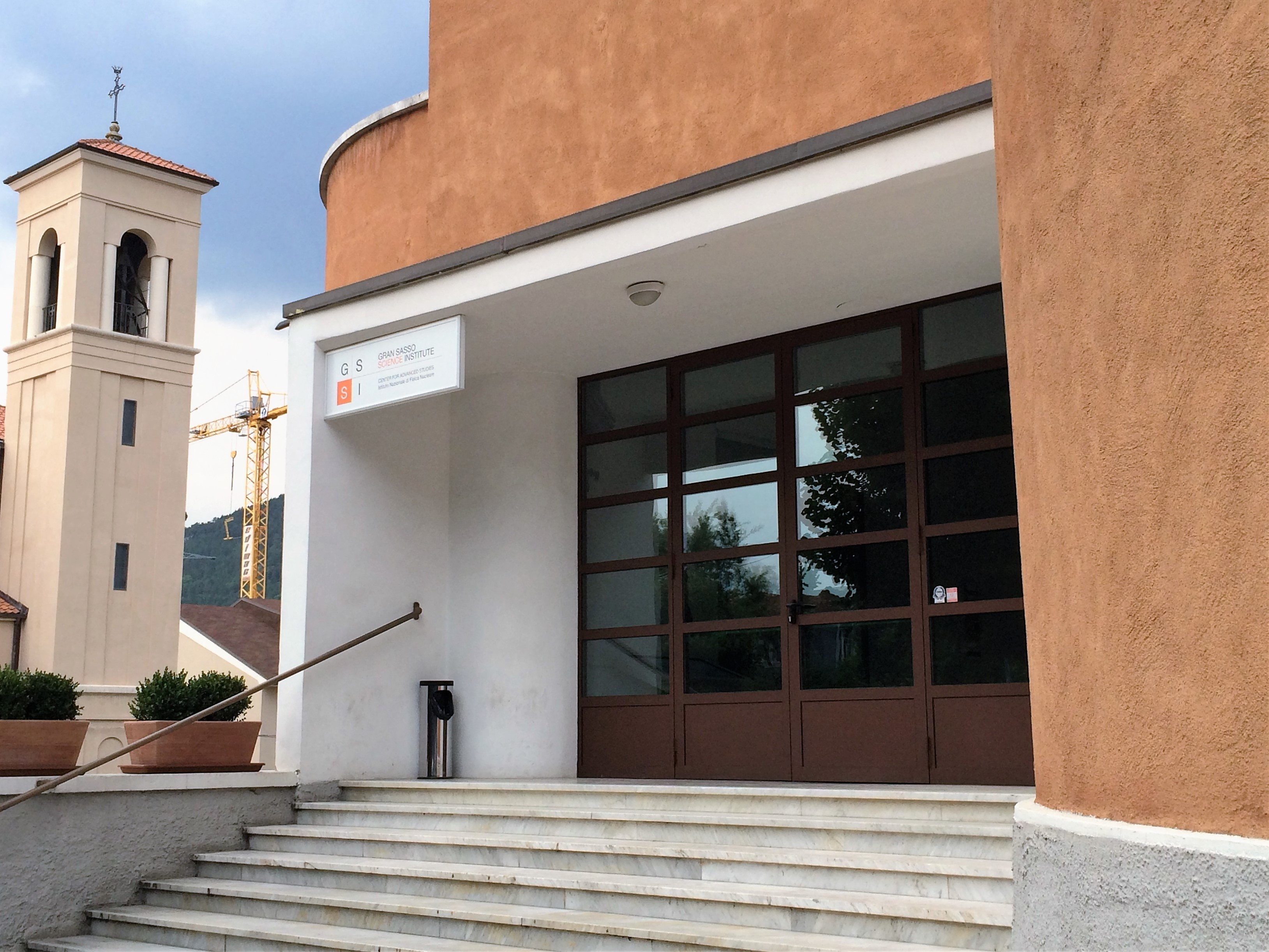
Ingresso al palazzo, dal 2012 sede del Gran Sasso Science Institute.

Il palazzo è situato su viale Francesco Crispi, prosecuzione di corso Vittorio Emanuele a sud di piazza del Duomo. L'opera, di matrice smaccatamente razionalista, si inserisce in un contesto denso di architetture del Ventennio, seppur di stili diversi, tra cui l'adiacente chiesa di Cristo Re e il prospiciente Palazzo della GIL.
L'edificio occupa un lotto quadrangolare mediante tre volumi — uno allungato parallelamente al viale Crispi e i restanti due, più piccoli, posizionati ortogonali ad esso — in maniera sfalsata e caratterizzati dall'arrotondamento dello spigolo; questo taglio curvilineo rimanda alla semplicità delle forme pure compenetranti tra loro, più che all'angolo dinamico tipico del razionalismo anni Trenta. Il tema della semplicità delle forme e l'utilizzo del volume semicilindrico è presente anche nella Casa del Combattente sempre del Pintonello e pressoché coeva del palazzo in oggetto.
È costituito da tre livelli con terrazza panoramica, ben delineati dalle vistose cornici marcapiano. I primi due livelli, di cui uno parzialmente interrato sul fronte pubblico verso il viale Crispi, sono organizzati secondo un corridoio di distribuzione longitudinale; il piano principale è invece caratterizzato da fasce parallele trasversali. Al suo interno trovavano spazio diverse aule, una biblioteca, un refettorio oltre a palestre, docce e spogliatoi.
L'edificio è caratterizzato da una tinteggiatura tra l'arancione e il rosso pompeiano presente su buona parte delle architetture razionaliste aquilane.